# El Capitán Veneno (novela)
El Capitán Veneno es una novela escrita por Pedro Antonio de Alarcón, publicada en 1881. La acción se desarrolla en Madrid, en 1848, durante el reinado de Isabel II, y el gobierno del general Narváez, año de motines callejeros y pronunciamentos militares en España, coincidente con las Revoluciones europeas de 1848

## Argumento
Angustias es una joven casadera que vive en el centro de Madrid, cerca de la Puerta del Sol, con su madre, Doña Teresa, viuda de un general carlista, y aspirante a que se le reconozca el título de condesa, pero de escasos medios de subsistencia. En un choque entre las tropas del gobierno y activistas republicanos, ambas mujeres ven caer herido a un capitán delante de su casa, y deciden acogerle. Cuando el capitán recupera el sentido, dice llamarse Jorge de Córdoba, apodado Capitán Veneno por su carácter huraño y pendenciero. El militar no se muestra muy agradecido ante sus salvadoras, y exige irse a su casa, por lo que requiere la ayuda de su primo, el marqués de los Tomillares. Avisado éste, accede a llevárselo, pero el médico no autoriza el traslado por la gravedad de la fractura que ha sufrido.
El arisco capitán se subleva ante el panorama de tener que pasar la convalecencia rodeado de mujeres, pues se considera misógino e independiente. Sin embargo, con el paso de los días se establece una corriente de simpatía mutua con doña Teresa. No así con Angustias, por la que experimenta sentimientos contradictorios. 
Cuando se encuentra restablecido y prepara su marcha de la casa, Dª Teresa recibe la amarga noticia de la denegación de su solicitud de carta de nobleza, así como de su ruina; afectándole tanto, que sufre un síncope mortal. Antes de morir, encomienda a Jorge la tutela de su hija, al no tener parientes. El Capitán se ve en un grave aprieto y no sabe qué partido tomar.
La madre muere, y Jorge se hace cargo de los gastos del entierro. Angustias, que desconoce la situación económica, le pide que abandone la casa, ya que lo contrario les situaría en una posición poco honorable. El Capitán tendrá que tomar una decisión definitiva.

## En el cine
Basada en la novela, se han estrenado varias películas:
- Capitán Veneno (película de 1943), película argentina dirigida por Henri Martinent, protagonizada por Luis Sandrini y Rosa Rosen
- El Capitán Malacara, (1945), película mexicana dirigida por Carlos Orellana, interpretada por Pedro Armendáriz y Manolita Saval
- El Capitán Veneno (1951), película española dirigida por Luis Marquina, protagonizada por Fernando Fernán Gómez y Sara Montiel